# FA Cup 1994-95
La FA Cup 1994-95 (conocida como FA Cup Littlewoods por motivos de patrocinio) fue la 114ª edición del torneo más antiguo del mundo. La competencia fue ganada por el Everton, con una sorprendente victoria sobre el Manchester United, quienes eran fuertes favoritos para retener el título.
Este torneo fue el número 50 que se llevó a cabo oficialmente desde la suspensión de seis años debido a la Segunda Guerra Mundial.
El entrenador del Everton, Joe Royle, sería el último entrenador nacido en Inglaterra en levantar el trofeo, hasta que, después de 13 años, Harry Redknapp se consagró con el título en el 2008. Es el último título importante que ganó el Everton.
Además, fue la primera edición en la que el torneo tuvo un patrocinador principal.

## Calendario
| Fase                         | Fechas                   | Clubes entrantes | Clubes    |
| ---------------------------- | ------------------------ | ---------------- | --------- |
| Ronda preliminar             | 27 de agosto de 1994     | 306              | 557 → 404 |
| Primera ronda clasificatoria | 10 de septiembre de 1994 | 135              | 404 → 260 |
| Segunda ronda clasificatoria | 24 de septiembre de 1994 | 0                | 260 → 188 |
| Tercera ronda clasificatoria | 8 de octubre de 1994     | 0                | 188 → 152 |
| Cuarta ronda clasificatoria  | 22 de octubre de 1994    | 20               | 152 → 124 |
| Primera ronda                | 11 de noviembre de 1994  | 52               | 124 → 84  |
| Segunda ronda                | 3 de diciembre de 1994   | 0                | 84 → 64   |
| Tercera ronda                | 7 de enero de 1995       | 44               | 64 → 32   |
| Cuarta ronda                 | 28 de enero de 1995      | 0                | 32 → 16   |
| Quinta ronda                 | 18 de febrero de 1995    | 0                | 16 → 8    |
| Cuartos de final             | 11 de marzo de 1995      | 0                | 8 → 4     |
| Semifinales                  | 9 de abril de 1995       | 0                | 4 → 2     |
| Final                        | 20 de mayo de 1995       | 0                | 2 → 1     |

## Primera Ronda
La primera ronda contó con los equipos que no pertenecen a la liga que habían superado las rondas de clasificación y los equipos del tercer y cuarto nivel del sistema de la liga de fútbol inglesa. Los partidos se jugaron el 12, 14, 21 y 22 de noviembre de 1994. Hubo once replays, de los cuales solo uno terminó en empate y requirió una tanda de penaltis para resolverlo.
| N.º    | Fecha                    | Local                  | Resultado    | Visitante              |
| ------ | ------------------------ | ---------------------- | ------------ | ---------------------- |
| 1      | 11 de noviembre del 1994 | Heybridge Swifts       | 0–2          | Gillingham             |
| 2      | 12 de noviembre del 1994 | Enfield                | 1–0          | Cardiif City           |
| 3      | 12 de noviembre del 1994 | Ashford United         | 2–2          | Fulham                 |
| Replay | 22 de noviembre del 1994 | Fulham                 | 0–1          | Ashford United         |
| 4      | 12 de noviembre del 1994 | Chester City           | 2–0          | Witton Albion          |
| 5      | 12 de noviembre del 1994 | Chesterfield           | 0–0          | Scarborough            |
| Replay | 22 de noviembre del 1994 | Scarborough            | 2–0          | Chesterfield           |
| 6      | 12 de noviembre del 1994 | Bournemouth            | 3–1          | Worthing               |
| 7      | 12 de noviembre del 1994 | Barnet                 | 4–4          | Woking                 |
| Replay | 22 de noviembre del 1994 | Woking                 | 1–0          | Barnet                 |
| 8      | 12 de noviembre del 1994 | Bath City              | 0–5          | Bristol Rovers         |
| 9      | 12 de noviembre del 1994 | Burnley                | 2–1          | Shrewsbury Town        |
| 10     | 12 de noviembre del 1994 | Walsall                | 3–0          | Rochdale               |
| 11     | 12 de noviembre del 1994 | Crewe Alexandra        | 7–1          | Gresley Rovers         |
| 12     | 12 de noviembre del 1994 | Doncaster Rovers       | 1–4          | Huddersfield Town      |
| 13     | 12 de noviembre del 1994 | Wrexham                | 1–0          | Stockport County       |
| 14     | 12 de noviembre del 1994 | Bishop Auckland        | 5–0          | Bury                   |
| Replay | 22 de noviembre del 1994 | Bury                   | 0–0 (4:2) p. | Bishop Auckland        |
| 15     | 12 de noviembre del 1994 | Wycombe Wanderers      | 4–0          | Chelmsford City        |
| 16     | 12 de noviembre del 1994 | Kidderminster Harriers | 1–1          | Torquay United         |
| Replay | 23 de noviembre del 1994 | Torquay United         | 1–0          | Kidderminster Harriers |
| 17     | 12 de noviembre del 1994 | Bradford City          | 1–1          | Scunthorpe United      |
| Replay | 22 de noviembre del 1994 | Scunthorpe United      | 3–2          | Bradford City          |
| 18     | 12 de noviembre del 1994 | Hull City              | 0–1          | Lincoln City           |
| 19     | 12 de noviembre del 1994 | Altrincham             | 3–2          | Southport              |
| 20     | 12 de noviembre del 1994 | Exeter City            | 1–0          | Crawley Town           |
| 21     | 12 de noviembre del 1994 | Port Vale              | 6–0          | Hartlepool United      |
| 22     | 12 de noviembre del 1994 | Halifax Town           | 1–1          | Runcorn                |
| Replay | 22 de noviembre del 1994 | Runcorn                | 1–3          | Halifax Town           |
| 23     | 12 de noviembre del 1994 | Chesham United         | 0–1          | Bashley                |
| 24     | 12 de noviembre del 1994 | Kingstonian            | 2–1          | Brighton & Hove Albion |
| 25     | 12 de noviembre del 1994 | York City              | 3–3          | Rotherham United       |
| Replay | 22 de noviembre del 1994 | Rotherham United       | 3–0          | York City              |
| 26     | 12 de noviembre del 1994 | Hereford United        | 2–2          | Hitchin Town           |
| Replay | 22 de noviembre del 1994 | Hitchin Town           | 4–2          | Hereford United        |
| 27     | 12 de noviembre del 1994 | Newport                | 2–3          | Aylesbury United       |
| 28     | 12 de noviembre del 1994 | Wigan Athletic         | 4–0          | Spennymoor United      |
| 29     | 12 de noviembre del 1994 | Tiverton Town          | 1–3          | Leyton Orient          |
| 30     | 12 de noviembre del 1994 | Hyde United            | 1–3          | Darlington             |
| 31     | 12 de noviembre del 1994 | Peterborough United    | 4–0          | Northampton Town       |
| 32     | 12 de noviembre del 1994 | Birmingham City        | 4–0          | Slough Town            |
| 33     | 12 de noviembre del 1994 | Cambridge United       | 2–2          | Brentford              |
| Replay | 22 de noviembre del 1994 | Brentford              | 1–2          | Cambridge United       |
| 34     | 12 de noviembre del 1994 | Yeading                | 2–2          | Colchester United      |
| Replay | 22 de noviembre del 1994 | Colchester United      | 7–1          | Yeading                |
| 35     | 13 de noviembre del 1994 | Marlow                 | 2–0          | Oxford United          |
| 36     | 13 de noviembre del 1994 | Guiseley               | 1–4          | Carlisle United        |
| 37     | 13 de noviembre del 1994 | Kettering Town         | 0–1          | Plymouth Argyle        |
| 38     | 14 de noviembre del 1994 | Preston North End      | 1–0          | Blackpool              |
| 39     | 21 de noviembre del 1994 | Walton & Hersham       | 0–2          | Swansea City           |
| 40     | 22 de noviembre del 1994 | Mansfield Town         | 3–1          | Northwich Victoria     |

## Segunda ronda
La segunda ronda de la competencia contó con los ganadores de los empates de la primera ronda. Los partidos se jugaron el 2,3 y 4 de diciembre de 1994, con cinco replays y sin necesidad de tandas de penales.
| N.º    | Fecha                    | Local               | Resultado | Visitante         |
| ------ | ------------------------ | ------------------- | --------- | ----------------- |
| 1      | 2 de diciembre del 1994  | Birmingham City     | 0–0       | Scunthorpe United |
| Replay | 14 de diciembre del 1994 | Scunthorpe United   | 1–2       | Birmingham City   |
| 2      | 3 de diciembre del 1994  | Preston North End   | 1–1       | Walsall           |
| Replay | 13 de diciembre del 1994 | Walsall             | 4–0       | Preston North End |
| 3      | 3 de diciembre del 1994  | Gillingham          | 1–1       | Fulham            |
| Replay | 13 de diciembre del 1994 | Fulham              | 1–2       | Gillingham        |
| 4      | 3 de diciembre del 1994  | Crewe Alexandra     | 1–2       | Bury              |
| 5      | 3 de diciembre del 1994  | Lincoln City        | 1–0       | Huddersfield Town |
| 6      | 3 de diciembre del 1994  | Wrexham             | 5–2       | Rotterham United  |
| 7      | 3 de diciembre del 1994  | Scarborough         | 2–1       | Port Vale         |
| 8      | 3 de diciembre del 1994  | Plymouth Argyle     | 2–1       | Bournemouth       |
| 9      | 3 de diciembre del 1994  | Hitchin Town        | 0–5       | Wycombe Wanderers |
| 10     | 3 de diciembre del 1994  | Altrincham          | 1–0       | Wigan Athletic    |
| 11     | 3 de diciembre del 1994  | Exeter City         | 1–2       | Colchester United |
| 12     | 3 de diciembre del 1994  | Halifax Town        | 0–0       | Mansfield Town    |
| 13     | 3 de diciembre del 1994  | Enfield             | 1–1       | Torquay United    |
| Replay | 13 de diciembre del 1994 | Torquay United      | 1–2       | Enfield           |
| Replay | 13 de diciembre del 1994 | Mansfield Town      | 2–1       | Halifax Town      |
| 14     | 3 de diciembre del 1994  | Kingstonian         | 1–4       | Aylesbury United  |
| 15     | 3 de diciembre del 1994  | Peterborough United | 0–2       | Cambridge United  |
| 16     | 3 de diciembre del 1994  | Leyton Orient       | 0–2       | Bristol Rovers    |
| 17     | 4 de diciembre del 1994  | Chester City        | 1–2       | Burnley           |
| 18     | 4 de diciembre del 1994  | Marlow              | 2–1       | Woking            |
| 19     | 4 de diciembre del 1994  | Carlisle United     | 2–0       | Darlington        |
| 20     | 4 de diciembre del 1994  | Bashley             | 0–1       | Swansea City      |

## Tercera ronda
La tercera ronda de la FA Cup de la temporada estaba programada para el 7 de enero y marcó el punto en el que los equipos de las dos divisiones más altas del sistema de la liga inglesa, la Premier League y la Football League First Division (ahora conocida como Football League Championship). Hubo doce replays, con solo uno de estos juegos resolviendóse en penales.
| N.º    | Fecha                | Local                | Resultado    | Visitante               |
| ------ | -------------------- | -------------------- | ------------ | ----------------------- |
| 1      | 7 de enero del 1995  | Bristol City         | 0–0          | Stoke City              |
| Replay | 18 de enero del 1995 | Stoke City           | 1–3          | Bristol City            |
| 2      | 7 de enero del 1995  | Bury                 | 2–2          | Tranmere Rovers         |
| Replay | 18 de enero del 1995 | Tranmere Rovers      | 3–0          | Bury                    |
| 3      | 7 de enero del 1995  | Southampton          | 2–0          | Southend United         |
| 4      | 7 de enero del 1995  | Reading              | 1–3          | Oldham Athletic         |
| 5      | 7 de enero del 1995  | Walsall              | 1–1          | Leeds United            |
| Replay | 17 de enero del 1995 | Leeds United         | 5–2          | Walsall                 |
| 6      | 7 de enero del 1995  | Gillingham           | 1–2          | Sheffield Wednesday     |
| 7      | 7 de enero del 1995  | Leicester City       | 2–0          | Enfield                 |
| 8      | 7 de enero del 1995  | Nottingham Forest    | 2–0          | Plymouth Argyle         |
| 9      | 7 de enero del 1995  | Grimsby Town         | 0–1          | Norwich City            |
| 10     | 7 de enero del 1995  | Sunderland           | 1–1          | Carlisle United         |
| Replay | 17 de enero del 1995 | Carlisle United      | 1–3          | Sunderland              |
| 11     | 7 de enero del 1995  | Luton Town           | 1–1          | Bristol Rovers          |
| Replay | 18 de enero del 1995 | Bristol Rovers       | 0–1          | Luton Town              |
| 12     | 7 de enero del 1995  | Everton              | 1–0          | Derby County            |
| 13     | 7 de enero del 1995  | Swindon Town         | 2–0          | Marlow                  |
| 14     | 7 de enero del 1995  | Scarborough          | 0–0          | Watford                 |
| Replay | 17 de enero del 1995 | Watford              | 2–0          | Scarborough             |
| 15     | 7 de enero del 1995  | Wrexham              | 2–1          | Ipswich Town            |
| 16     | 7 de enero del 1995  | Tottenham Hotspur    | 3–0          | Altrincham              |
| 17     | 7 de enero del 1995  | Wycombe Wanderers    | 0–2          | West Ham United         |
| 18     | 7 de enero del 1995  | Queens Park Rangers  | 4–0          | Aylesbury United        |
| 19     | 7 de enero del 1995  | Barnsley             | 0–2          | Aston Villa             |
| 20     | 7 de enero del 1995  | Coventry City        | 1–1          | West Bromwich Albion    |
| Replay | 18 de enero del 1995 | West Bromwich Albion | 1–2          | Coventry City           |
| 21     | 7 de enero del 1995  | Portsmouth           | 3–1          | Bolton Wanderers        |
| 22     | 7 de enero del 1995  | Millwall             | 0–0          | Arsenal                 |
| Replay | 18 de enero del 1995 | Arsenal              | 0–2          | Millwall                |
| 23     | 7 de enero del 1995  | Chelsea              | 3–0          | Charlton Athletic       |
| 24     | 7 de enero del 1995  | Wimbledon            | 1–0          | Colchester United       |
| 25     | 7 de enero del 1995  | Mansfield Town       | 2–3          | Wolverhampton Wanderers |
| 26     | 7 de enero del 1995  | Birmingham City      | 0–0          | Liverpool               |
| Replay | 18 de enero del 1995 | Liverpool            | 1–1 (2:0) p. | Birmingham City         |
| 27     | 7 de enero del 1995  | Cambridge United     | 2–4          | Burnley                 |
| 28     | 7 de enero del 1995  | Swansea City         | 1–1          | Middlesbrough           |
| Replay | 17 de enero del 1995 | Middlesbrough        | 1–2          | Swansea City            |
| 29     | 8 de enero del 1995  | Newcastle United     | 1–1          | Blackburn Rovers        |
| Replay | 18 de enero del 1995 | Blackburn Rovers     | 1–2          | Newcastle United        |
| 30     | 8 de enero del 1995  | Crystal Palace       | 5–1          | Lincoln City            |
| 31     | 8 de enero del 1995  | Sheffield United     | 0–2          | Manchester United       |
| 32     | 8 de enero del 1995  | Notts County         | 2–2          | Manchester City         |
| Replay | 18 de enero del 1995 | Manchester City      | 5–2          | Notts County            |

## Cuarta ronda
La cuarta ronda contó con los treinta y dos equipos ganadores de la ronda anterior y se jugó desde el 28 al 30 de enero. Hubo cinco replays y dos tandas de penales.
| N.º    | Fecha                 | Local                    | Resultado    | Visitante               |
| ------ | --------------------- | ------------------------ | ------------ | ----------------------- |
| 1      | 28 de enero del 1995  | Watford                  | 1–0          | Swindon Town            |
| 2      | 28 de enero del 1995  | Burnley                  | 0–0          | Liverpool               |
| Replay | 8 de febrero del 1995 | Liverpool                | 1–0          | Burnley                 |
| 3      | 28 de enero del 1995  | Nottingham Forest        | 1–2          | Crystal Palace          |
| 4      | 28 de enero del 1995  | Luton Town               | 1–1          | Southampton             |
| Replay | 8 de febrero del 1995 | Southampton              | 6–0          | Luton Town              |
| 5      | 28 de enero del 1995  | Newcastle United         | 3–0          | Swansea City            |
| 6      | 28 de enero del 1995  | Manchester City          | 1–0          | Aston Villa             |
| 7      | 28 de enero del 1995  | Queens Park Rangers      | 1–0          | West Ham United         |
| 8      | 28 de enero del 1995  | Coventry City            | 0–0          | Norwich City            |
| Replay | 8 de febrero del 1995 | Norwich City             | 3–1          | Coventry City           |
| 9      | 28 de enero del 1995  | Portsmouth               | 0–1          | Leicester City          |
| 10     | 28 de enero del 1995  | Manchester United        | 5–2          | Wrexham                 |
| 11     | 28 de enero del 1995  | Leeds United             | 3–2          | Oldham Athletic         |
| 12     | 28 de enero del 1995  | Millwall                 | 0–0          | Chelsea                 |
| Replay | 8 de febrero del 1995 | Chelsea                  | 1–1 (4:5) p. | Millwall                |
| 13     | 29 de enero del 1995  | Bristol City             | 0–1          | Everton                 |
| 14     | 29 de enero del 1995  | Tranmere Rovers          | 0–2          | Wimbledon               |
| 15     | 29 de enero del 1995  | Sunderland               | 1–4          | Tottenham Hotspur       |
| 16     | 30 de enero del 1995  | Sheffield Wednesday      | 0–0          | Wolverhampton Wanderers |
| Replay | 8 de febrero del 1995 | 'Wolverhampton Wanderers | 1–1 (4:3) p. | Sheffield Wednesday     |

## Quinta ronda
Las ocho eliminatorias de quinta ronda se jugaron el fin de semana del 18 de febrero y se requirieron tres replays.
| N.º    | Fecha                  | Local                   | Resultado | Visitante         |
| ------ | ---------------------- | ----------------------- | --------- | ----------------- |
| 1      | 18 de febrero del 1995 | Liverpool               | 1–1       | Wimbledon         |
| Replay | 1 de marzo del 1995    | Wimbledon               | 0–2       | Liverpool         |
| 2      | 18 de febrero del 1995 | Watford                 | 0–0       | Crystal Palace    |
| Replay | 1 de marzo del 1995    | Crystal Palace          | 1–0       | Watford           |
| 3      | 18 de febrero del 1995 | Wolverhampton Wanderers | 1–0       | Leicester City    |
| 4      | 18 de febrero del 1995 | Everton                 | 5–0       | Norwich City      |
| 5      | 18 de febrero del 1995 | Tottenham Hotspur       | 1–1       | Southampton       |
| Replay | 1 de marzo del 1995    | Southampton             | 2–6       | Tottenham Hotspur |
| 6      | 18 de febrero del 1995 | Queens Park Rangers     | 1–0       | Millwall          |
| 7      | 19 de febrero del 1995 | Newcastle United        | 3–1       | Manchester City   |
| 8      | 19 de febrero del 1995 | Manchester United       | 3–1       | Leeds United      |

## Cuartos de final
Las eliminatorias de la sexta ronda estaban programadas para el fin de semana del 11 de marzo. El partido entre el Crystal Palace y el Wolverhampton Wanderers se repitió 11 días después.
El Tottenham Hotspur avanzó a las semifinales de una competencia en la que tuvieron que apelar para competir después de ser sancionados por irregularidades financieras, y su victoria en cuartos de final sobre Liverpool acabó con las esperanzas de un doblete con la FA Cup y la Copa de la Liga.
Wolverhampton Wanderers, el último equipo que no pertenecía a la Premiership en competencia, perdió 4-1 en casa ante el Crystal Palace en el replay después de un empate 1-1 en el primer partido.
Las esperanzas del QPR de un éxito instantáneo con el nuevo entrenador-jugador Ray Wilkins terminaron cuando el Manchester United, uno de sus antiguos clubes, lo derrotó por 2 a 0.
| 11 de marzo de 1995 | Liverpool  | 1:2 (1:1) | Tottenham Hotspur              | Anfield, Liverpool                                          |                                                             |
|                     | Fowler 38' | Reporte   | 45' Sheringham · 89' Klinsmann | Asistencia: 39.592 espectadores Árbitro(s): Martin Bodenham | Asistencia: 39.592 espectadores Árbitro(s): Martin Bodenham |

| 11 de marzo de 1995 | Crystal Palace | 1:1 (0:0) | Wolverhampton Wanderers | Selhurst Park, Londres                                   |                                                          |
|                     | Dowie 53'      |           | 63' Cowans              | Asistencia: 14.604 espectadores Árbitro(s): Gary Willard | Asistencia: 14.604 espectadores Árbitro(s): Gary Willard |

| 12 de marzo de 1995 | Everton    | 1:0 (0:0) | Newcastle United | Goodison Park, Liverpool                                 |                                                          |
|                     | Watson 66' | Reporte   |                  | Asistencia: 35.203 espectadores Árbitro(s): Keith Cooper | Asistencia: 35.203 espectadores Árbitro(s): Keith Cooper |

| 12 de marzo de 1995 | Manchester United      | 2:0 (1:0) | Queen Park Rangers | Old Trafford, Manchester                                     |                                                              |
|                     | Sharpe 23' · Irwin 53' |           |                    | Asistencia: 42.830 espectadores Árbitro(s): Dermot Gallagher | Asistencia: 42.830 espectadores Árbitro(s): Dermot Gallagher |

### Replay
| 22 de marzo de 1995 | Wolverhampton Wanderers | 1:4 (1:3) | Crystal Palace                              | Molineux Stadium, Luton                                  |                                                          |
|                     | Kelly 34'               |           | 32' 67' Armstrong · 37' Dowie · 45' Pitcher | Asistencia: 27.548 espectadores Árbitro(s): Gary Willard | Asistencia: 27.548 espectadores Árbitro(s): Gary Willard |

## Semifinales
El Manchester United, que también perseguía el título de la Premier League, necesitó un replay para eliminar a un Crystal Palace que luchaba contra el descenso en ese momento
El Everton, mientras tanto, destrozó a un Tottenham que había comenzado la temporada excluido de la competencia por irregularidades financieras hasta que una apelación los vio reincorporados.
| 9 de abril de 1995 | Tottenham Hotspur    | 1:4 (0:1) | Everton                                     | Elland Road, Leeds                                      |                                                         |
|                    | Klinsmann 63' (pen.) | Reporte   | 35' Jackson · 55' Stuart · 82' 90' Amokachi | Asistencia: 38.226 espectadores Árbitro(s): Robbie Hart | Asistencia: 38.226 espectadores Árbitro(s): Robbie Hart |

| 9 de abril de 1995 | Manchester United         | 2:2 (0:1, 2:2) (t. s.) | Crystal Palace            | Villa Park, Birmingham                                    |                                                           |
|                    | Irwin 70' · Pallister 97' | Reporte                | 33' Dowie · 92' Armstrong | Asistencia: 38.256 espectadores Árbitro(s): David Elleray | Asistencia: 38.256 espectadores Árbitro(s): David Elleray |

### Replay
| 12 de abril de 1995 | Crystal Palace | 0:2 (0:2) | Manchester United         | Villa Park, Birmingham                                    |                                                           |
|                     |                | Reporte   | 29' Bruce · 40' Pallister | Asistencia: 17.987 espectadores Árbitro(s): David Elleray | Asistencia: 17.987 espectadores Árbitro(s): David Elleray |

## Final
La final se disputó entre el Manchester United y el Everton en el estadio de Wembley, Londres, el 20 de mayo de 1995. El Everton ganó el partido 1 a 0 gracias a un gol de Paul Rideout a la media hora de partido. Era la primera vez en seis años que el United se quedaba sin un trofeo importante, mientras que el Everton había ganado su primer trofeo importante en ocho años.
| 20 de mayo de 1995 | Everton     | 1:0 (1:0) | Manchester United | Estadio de Wembley, Londres                              |                                                          |
|                    | Rideout 30' | Reporte   |                   | Asistencia: 79.592 espectadores Árbitro(s): Gerald Ashby | Asistencia: 79.592 espectadores Árbitro(s): Gerald Ashby |

| 1     | POR   | Neville Southall |     |
| 2     | DEF   | Matt Jackson     |     |
| 5     | DEF   | Dave Watson      |     |
| 26    | DEF   | David Unsworth   |     |
| 6     | DEF   | Gary Ablett      |     |
| 17    | MED   | Anders Limpar    | 69' |
| 18    | MED   | Joe Parkinson    |     |
| 10    | MED   | Barry Home       |     |
| 3     | MED   | Andy Hinchcliffe |     |
| 8     | DEL   | Graham Stuart    |     |
| 15    | DEL   | Paul Rideout     | 51' |
| D. T. | D. T. | Joe Royle        |     |

| 1     | POR   | Peter Schmeichel |     |
| 27    | DEF   | Gary Neville     |     |
| 4     | DEF   | Steve Bruce      | 45' |
| 6     | DEF   | Gary Pallister   |     |
| 3     | DEF   | Denis Irwin      |     |
| 16    | MED   | Roy Keane        |     |
| 19    | MED   | Nicky Butt       |     |
| 8     | MED   | Paul Ince        |     |
| 5     | MED   | Lee Sharpe       | 72' |
| 9     | DEL   | Brian McClair    |     |
| 10    | DEL   | Mark Hughes      |     |
| D. T. | D. T. | Alex Ferguson    |     |

| 9  | DEL | Duncan Ferguson | 51' |
| 11 | DEL | Daniel Amokachi | 69' |

| 11 | MED | Ryan Giggs   | 45' |
| 24 | DEL | Paul Scholes | 72' |

| 30' | Paul Rideout | 1-0 |

| Principal  | Gerald Ashby  |
| Asistentes | Dave Watson   |
|            | Steve Bennett |
| Cuarto     | Mark Warren   |
| Quinto     | Steve Lodge   |

| 1     | POR   | Neville Southall |     |
| 2     | DEF   | Matt Jackson     |     |
| 5     | DEF   | Dave Watson      |     |
| 26    | DEF   | David Unsworth   |     |
| 6     | DEF   | Gary Ablett      |     |
| 17    | MED   | Anders Limpar    | 69' |
| 18    | MED   | Joe Parkinson    |     |
| 10    | MED   | Barry Home       |     |
| 3     | MED   | Andy Hinchcliffe |     |
| 8     | DEL   | Graham Stuart    |     |
| 15    | DEL   | Paul Rideout     | 51' |
| D. T. | D. T. | Joe Royle        |     |

| 1     | POR   | Peter Schmeichel |     |
| 27    | DEF   | Gary Neville     |     |
| 4     | DEF   | Steve Bruce      | 45' |
| 6     | DEF   | Gary Pallister   |     |
| 3     | DEF   | Denis Irwin      |     |
| 16    | MED   | Roy Keane        |     |
| 19    | MED   | Nicky Butt       |     |
| 8     | MED   | Paul Ince        |     |
| 5     | MED   | Lee Sharpe       | 72' |
| 9     | DEL   | Brian McClair    |     |
| 10    | DEL   | Mark Hughes      |     |
| D. T. | D. T. | Alex Ferguson    |     |

| 9  | DEL | Duncan Ferguson | 51' |
| 11 | DEL | Daniel Amokachi | 69' |

| 11 | MED | Ryan Giggs   | 45' |
| 24 | DEL | Paul Scholes | 72' |

| 30' | Paul Rideout | 1-0 |

| Principal  | Gerald Ashby  |
| Asistentes | Dave Watson   |
|            | Steve Bennett |
| Cuarto     | Mark Warren   |
| Quinto     | Steve Lodge   |

| 1     | POR   | Neville Southall |     |
| 2     | DEF   | Matt Jackson     |     |
| 5     | DEF   | Dave Watson      |     |
| 26    | DEF   | David Unsworth   |     |
| 6     | DEF   | Gary Ablett      |     |
| 17    | MED   | Anders Limpar    | 69' |
| 18    | MED   | Joe Parkinson    |     |
| 10    | MED   | Barry Home       |     |
| 3     | MED   | Andy Hinchcliffe |     |
| 8     | DEL   | Graham Stuart    |     |
| 15    | DEL   | Paul Rideout     | 51' |
| D. T. | D. T. | Joe Royle        |     |

| 1     | POR   | Peter Schmeichel |     |
| 27    | DEF   | Gary Neville     |     |
| 4     | DEF   | Steve Bruce      | 45' |
| 6     | DEF   | Gary Pallister   |     |
| 3     | DEF   | Denis Irwin      |     |
| 16    | MED   | Roy Keane        |     |
| 19    | MED   | Nicky Butt       |     |
| 8     | MED   | Paul Ince        |     |
| 5     | MED   | Lee Sharpe       | 72' |
| 9     | DEL   | Brian McClair    |     |
| 10    | DEL   | Mark Hughes      |     |
| D. T. | D. T. | Alex Ferguson    |     |

| 9  | DEL | Duncan Ferguson | 51' |
| 11 | DEL | Daniel Amokachi | 69' |

| 11 | MED | Ryan Giggs   | 45' |
| 24 | DEL | Paul Scholes | 72' |

| 30' | Paul Rideout | 1-0 |

| Principal  | Gerald Ashby  |
| Asistentes | Dave Watson   |
|            | Steve Bennett |
| Cuarto     | Mark Warren   |
| Quinto     | Steve Lodge   |

| 1     | POR   | Neville Southall |     |
| 2     | DEF   | Matt Jackson     |     |
| 5     | DEF   | Dave Watson      |     |
| 26    | DEF   | David Unsworth   |     |
| 6     | DEF   | Gary Ablett      |     |
| 17    | MED   | Anders Limpar    | 69' |
| 18    | MED   | Joe Parkinson    |     |
| 10    | MED   | Barry Home       |     |
| 3     | MED   | Andy Hinchcliffe |     |
| 8     | DEL   | Graham Stuart    |     |
| 15    | DEL   | Paul Rideout     | 51' |
| D. T. | D. T. | Joe Royle        |     |

| 1     | POR   | Peter Schmeichel |     |
| 27    | DEF   | Gary Neville     |     |
| 4     | DEF   | Steve Bruce      | 45' |
| 6     | DEF   | Gary Pallister   |     |
| 3     | DEF   | Denis Irwin      |     |
| 16    | MED   | Roy Keane        |     |
| 19    | MED   | Nicky Butt       |     |
| 8     | MED   | Paul Ince        |     |
| 5     | MED   | Lee Sharpe       | 72' |
| 9     | DEL   | Brian McClair    |     |
| 10    | DEL   | Mark Hughes      |     |
| D. T. | D. T. | Alex Ferguson    |     |

| 9  | DEL | Duncan Ferguson | 51' |
| 11 | DEL | Daniel Amokachi | 69' |

| 11 | MED | Ryan Giggs   | 45' |
| 24 | DEL | Paul Scholes | 72' |

| 30' | Paul Rideout | 1-0 |

| Principal  | Gerald Ashby  |
| Asistentes | Dave Watson   |
|            | Steve Bennett |
| Cuarto     | Mark Warren   |
| Quinto     | Steve Lodge   |

|                       |
| Campeón               |
| Bandera de Inglaterra |
| Everton               |
| 5.º título            |

## Cobertura
Por séptima temporada consecutiva en el Reino Unido, la BBC fue la emisora gratuita, mientras que Sky Sports fue la emisora por suscripción.
Los partidos transmitidos por la BBC fueron: Newcastle United vs Blackburn Rovers (R3); Sunderland contra Tottenham Hotspur (R4); Manchester United contra Leeds United (R5); Everton vs Newcastle United (QF); Everton vs Tottenham Hotspur (SF) y Everton vs Manchester United (Final).